# Grand Belial’s Key
Grand Belial’s Key (GBK) ist eine US-amerikanische Black-Metal-Band aus Oakton, Virginia. Ihre späteren Werke werden auch dem NSBM zugeordnet. Die Band selbst sieht sich als einen der Gründerväter der US-amerikanischen Black-Metal-Szene, die es zum Zeitpunkt ihrer Gründung nicht gegeben habe, und wird auch von Teilen der Szene als eine der ersten ernsthaften US-amerikanischen Black-Metal-Bands und einer der Gründer und wichtigen Vertreter der dortigen Szene angesehen, der viel für die Glaubwürdigkeit des US-Untergrundes getan habe.

## Geschichte
Die Band wurde 1992 von dem Gitarristen Gelal Necrosodomy und dem Sänger Lord Vlad Luciferian gegründet, letzterer verließ sie allerdings später aufgrund von Meinungsverschiedenheiten und schloss sich der aus Norwegen in die USA übergesiedelten Band Ancient unter dem Pseudonym Lord Kaiaphas an. Die Band bezeichnet ihr ursprüngliches Interesse am Black Metal als Folge ihres Interesses am damaligen Death Metal von Bands wie Autopsy und Morbid Angel ebenso wie alte Bands wie Razor, Possessed, Carnivore, Dark Angel und Mercyful Fate.
Das erste Album der Band, Mocking the Philanthropist, welches 1997 auf dem belgischen Kleinlabel Wood-Nymph Records erschien, wurde durch Rough Trade Distribution aus Deutschland boykottiert. Ausschlaggebend war ein im Booklet abgedrucktes Bandfoto auf dem zwei Musiker (von denen einer das Pseudonym „Der Stürmer“ trug) T-Shirts der neonazistischen Metal-Bands Bound for Glory und Spear of Longinus trugen. Wood-Nymph Records weigerte sich, ein neues Booklet zu drucken. Die Band wurde boykottiert und zahlreiche Konzerte verhindert, sodass sie nur selten auftrat, außerdem sorgte neben ihrer Einstellung und ihren Texten auch ihr black-metal-untypisches Aussehen für Kontroversen. Die Band selbst stellt ihre Aussagen als ausschließlich antireligiös dar und bezeichnet den Boykott wegen offensiver Fotos und Ideologien als ungerechtfertigt, da diese auf dem Album nicht präsent seien. Außerdem macht sie eine „linke Verschwörung“ für den Boykott verantwortlich, dessen Unterstützer im Szene-Untergrund sie als „Schafe“ bezeichnet; Kritiker sehen Grand Belial’s Key jedoch wegen ihres antisemitischen Tons und der Einstellungen der Musiker als rechtsextreme Band an. Das Album wurde (mit Ausnahme des Titels Rapture by the Fenrir Moon, aber mit anderem zusätzlichem Material) 2001 von Barbarian Wrath unter dem Titel Castrate the Redeemer neu veröffentlicht.
Am 28. August 2006 verstarb der Sänger Richard „Grimnir Wotansvolk“ Mills, der auch Inhaber des NSBM-Labels Vinland Winds Records war. Eine Todesursache wurde weder auf der Internetseite des Labels noch in Interviews angegeben. Ein Lied der Band Schwarze Reichswehr namens Richard Mills Was Weak for Killing Himself impliziert allerdings, dass er sich selbst umbrachte. Die letzten noch 2006 eingespielten Aufnahmen erschienen zwei Jahre später unter dem Titel Weltenfeind als Split-Veröffentlichung mit der deutschen Band Absurd sowie Sigrblot aus Schweden. Einer der Titel von Grand Belial’s Key war das Negative-Approach-Cover Can’t Tell No One, von den vier Titeln waren nur zwei nie veröffentlicht worden; das Material hatte die Band aufgenommen, als sie für ihr Album Kosherat im Studio gewesen war, und bereits damals eine Veröffentlichung als Split geplant. Die letzte Veröffentlichung von Vinland Winds war 2008 eine für den nordamerikanischen Markt gedachte Best of der russischen Band Korrosija Metalla namens Russian Vodka, nicht identisch mit dem Album von 1989.
Einzelne Bandmitglieder spielen oder spielten in weiteren Metal-Bands, die bekannteste davon ist die musikalisch vergleichbare und inhaltlich ähnlich ausgerichtete, rassistische Death-Metal-Band Arghoslent. Black Lourde of Crucifixion (Cazz Grant) spielt außerdem bei Hearse, Infantry, Bludgeon (nicht der gleichnamigen Band auf Magic Circle Music), Aryan War und Infernal Hatred. In den Beiheften werden zudem ähnlich gesinnte Bands gegrüßt, wie etwa die bekannte NSBM-Band Der Stürmer aus Griechenland in dem zu Judeobeast Assassination. Auf dem dritten und letzten Album Kosherat fanden sich dann auch zwei Coverversionen der US-amerikanischen Hatecore-Band Chaos 88, im Beiheft wurden neben NSBM-Bands wie Absurd, Totenburg, Ad Hominem oder Nokturnal Mortum auch die in Deutschland verbotene Rechtsrock-Band Landser und deren Frontmann Michael Regener gegrüßt.
Am 27. Oktober 2009 kündigte die Band auf ihrer offiziellen Seite ein Konzert in Chicago, Illinois mit Absurd, Heathen Hammer und Martial und einen Auftritt auf dem Hammer Open Air Metal Festival mit unter anderem The Devil’s Blood, Urfaust, Pagan Altar, Heretic, Goatmoon, Celestia und Ad Hominem in Lieto (Finnland) an. Beide Konzerte fanden statt. Ihr Auftritt in Lieto wurde durchgehend von Hitlergrüßen aus dem Publikum begleitet, und ihre Musik wich stark von der auf ihren Alben ab.

## Stil

### Musik
Die Band betont, nicht vom norwegischen Black Metal beeinflusst worden zu sein, einer der Musiker weist darauf hin, auch die für die Black-Metal-Bands der 1990er einflussreichen Bands Hellhammer, Celtic Frost und Sodom nicht gehört zu haben. Gelal nennt als Einflüsse Master’s Hammer, Autopsy und VON, das später dazugekommene Mitglied Black Lourde of Crucifixion erwähnt neben dem Einfluss von Autopsy auch den typischer Bands wie Bathory, King Diamond, Venom, Slayer und auch Sodom. Der Stil von Grand Belial’s Key weicht deutlich von dem der norwegischen Gruppen ab und wird insbesondere von Gelal Necrosodomys Gitarrenriffs charakterisiert. Die gegenüber dem minimalistischen Debütalbum Mocking the Philanthropist weiterentwickelte Musik auf Kosherat ist riff-orientiert und relativ technisch mit Black-, Thrash-, Death- und Doom- und traditionellen Heavy-Metal-, aber auch Hardcore-Punk- und Rock-Einflüssen, was ihr laut Ian Duncan-Brown mehr musikalische Tiefe verleiht, wie der gelegentliche Einsatz von Keyboards, so in dem Lied Sun of the Black Ram, während die Keyboards auf dem Debüt etwas bemängelt worden waren. Der Unterschied zum Vorgänger Judeobeast Assassination liegt insbesondere im Ersatz des Sängers The Black Lourde of Crucifixion durch Grimnir Wotansvolk, obwohl dieser dem Gesangsstil seines Vorgängers ähnelt. Das Schlagzeugspiel ist stärker vom traditionellen Metal inspiriert als von den typischen Blastbeats. Die Originalität ihrer Musik ist allerdings umstritten: während einige Rezensionen die Einzigartigkeit des Musikstils von Grand Belial’s Key betonen, schreibt Achromaticus von Heathen Harvest, im Vergleich zu den Absurd-Titeln auf der Split-Veröffentlichung Weltenfeind sei ihr Stil etwas langsamer und atmosphärischer, man könnte aber auch leicht annehmen, es handle sich um dieselbe Band; die als vergleichbar bezeichnete Musik von Absurd wurde dort als talentiert, brutal und gut produziert beschrieben.

### Texte
Anfangs nahmen die Texte der Band Bezug auf den Satanismus; der Text des Stücks The 7th Enochian Key beispielsweise stammt von Anton Szandor LaVey, dem Gründer der Church of Satan (der diesen ohne Quellenangabe von John Dee übernommen und verändert hatte). Black Lourde of Crucifixion war anfangs stark von LaVey beeinflusst und nach eigenen Angaben Mitglied der Church of Satan, auch benannte er seine Tochter Xena in Anlehnung an LaVey; einige Zeit nach dessen Tod suchte Grant sich einen eigenen Pfad. Allerdings war er als einziges Mitglied der Band an der Church of Satan interessiert, während die Band selbst keine Verbindung zu ihr hatte. Der Titel des ersten Demos Goat of a Thousand Young spielt außerdem auf Shub-Niggurath aus dem Cthulhu-Mythos von H. P. Lovecraft an. Lord Vlad Luciferian gab an, Rassismus und Nationalsozialismus zu unterstützen, da sie die Leute aufregen würden; er selbst sei kein großer Rassist und kein Nationalsozialist, stehe aber hinter Extremisten. Er interessiere sich nicht für die Probleme anderer und erhoffe sich ihr Unglück.
Spätestens ab 1996 änderten sich die Inhalte jedoch auf eine meist pseudo-historisch ausgerichtete offensiv-blasphemische, anti-christliche Ideologie, die immer mit einem vulgär-verächtlichen Antisemitismus verbunden wird. In einer Rezension der Split-Veröffentlichung Weltenfeind bezeichnete das Webzine Heathen Harvest die Texte von Grand Belial’s Key als armselig. Diese sind ansatzweise ähnlich geschrieben wie religiöse Schriften, jedoch voller vulgärer Beschreibungen sexueller Vorgänge; auf dem Album Judeobeast Assassination wird die Figur Jesu zum Beispiel durchgehend als homosexuell dargestellt und in dem Lied Pimps of Gennesaret (Zuhälter vom See Genezareth) seine Jünger als Nekrophile, die sich am Leichnam Christi vergehen, sowie als Junkies dargestellt. Auf ihren Plattenhüllen werden Abbildungen biblischer Szenen mit Corpsepaint versehen, um sie dadurch ins Lächerliche zu ziehen. Außerdem ist Black Lourde der Ansicht, die Welt wäre besser, wenn Adolf Hitler mit seinen Eroberungsplänen erfolgreich gewesen wäre; gleichzeitig behauptet die Band, sich nicht mit Politik zu befassen.

## Diskografie

### Demos
- 1992: Goat of a Thousand Young
- 1994: Triumph of the Hordes (Pagan Records)

### Alben
- 1997: Mocking the Philanthropist (Wood-Nymph Records)
- 2001: Judeobeast Assassination (Drakkar Productions, Devil Worship Records, End All Life Productions)
- 2005: Kosherat (Drakkar Productions, indiziert[25])
- 2022: Kohanic Charmers (Weltenfeind)

### EPs
- 1996: A Witness to the Regicide (Wood-Nymph Records)
- 2000: The Tricifixion of Swine (Spikekult Rekords, End All Life Productions)
- 2005: On a Mule Rides the Swindler (Drakkar Productions)

### Kompilationen
- 2001: Castrate the Redeemer (Barbarian Wrath)
- 2017: Goat of a Thousand Young / Triumph of the Hordes (W.T.C. Productions)

### Split-Veröffentlichungen
- 2001: Satan Is Metal’s Master/Sperm of the Antichrist (Split-EP mit NunSlaughter; Horror Records)
- 2003: Hobo of Aramaic Tongues/Le Royaume Maudit (Split-EP  mit Chemin de Haine; Painiac Records)
- 2008: Weltenfeind (Split-Album mit Absurd und Sigrblot; W.T.C. Productions, The Shitagogue Records; indiziert[26])